# خانه حاج میرزا عباس سمسارزاده
خانه حاج میرزا عباس سمسارزاده مربوط به سدهٔ ۱۴ ه‍.ق است و در اصفهان، کوچه چهارباغ پائین، کوچه رشتیها، نبش کوچه امین واقع شده و این اثر در تاریخ ۱۸ آذر ۱۳۵۴ با شمارهٔ ثبت ۱۱۵۸ به‌عنوان یکی از آثار ملی ایران به ثبت رسیده‌است.